# Something in the Rain
Something in the Rain (밥 잘 사주는 예쁜 누나?, Bap jal sajuneun yeppeun nunaLR) è un drama coreano, andato in onda nel paese di produzione sulla rete televisiva JTBC e distribuito in italiano da Netflix.

## Trama
Yoo Jin-a lavora come supervisore di una società di caffè. È una dipendente fidata e professionale, ma si ritrova a sottostare alle molestie dei suoi superiori durante le cene di lavoro, a cui deve partecipare assieme alle sue colleghe per non mettere a repentaglio la loro carriera. Questo suo acconsentire, seppur controvoglia, a queste attenzioni è malvisto dalle sue colleghe, anche loro stanche di questa situazione.
Seo Jun-hee torna in Corea dopo aver trascorso tre anni nella sede statunitense della compagnia di videogiochi dove lavora, situata nello stesso edificio della società di Jin-a.
I due si conoscono fin da bambini, e al ritorno al lavoro di lui si incontrano di nuovo dopo molto tempo. Sono entrambi maturati e sembra che fra i due possa nascere un sentimento nuovo che va oltre la semplice amicizia.

## Personaggi

### Principali
- Yoo Jin-a, interpretata da Son Ye-jin.
35 anni. Diligente supervisore della società che si occupa di caffè dove lavora. Cresciuta in una famiglia all'insegna della normalità, si ritrova scombussolata nella fase adulta della sua vita, a causa delle volgarità dei suoi superiori e dei ripetuti fallimenti in campo amoroso.[1]
- Seo Jun-hee, interpretato da Jung Hae-in.
31 anni. Lavora come grafico e modellatore 3D in una compagnia di videogiochi tra le più importanti nel campo. Fa ritorno in Corea dopo tre anni passati negli Stati Uniti. È molto legato alla sorella, che lo ha supportato e aiutato da quando il padre li ha lasciati per trasferirsi in Canada dopo la morte della loro madre. Jin-a sarà uno dei motivi per cui l'essere ritornato in patria non lo preoccupa più così tanto.[2]
- Seo Kyung-seon, interpretata da Jang So-yeon.
Sorella di Jun-hee e proprietaria di un caffè, che è riuscita ad aprire in seguito a molti sacrifici e grazie alla sua abilità nel gestire le finanze. Dopo la partenza del padre ha dovuto abbandonare la sua passione, il violoncello, per badare al fratello, l'unico componente della famiglia rimasto.[3]

### Secondari

#### Collaboratori di Yoo Jin-a
- Kang Sae-yeong, interpretata da Jang Yoo-jin.
Collega di Jin-a e parte del team operativo, intelligente e popolare in tutto l'ufficio. Intuitiva e molto determinata, è disposta a tutto per conquistare Jun-hee.
- Geum Bo-ra, interpretata da Joo Min-kyung.
Collega di Jin-a e parte del team operativo. Dotata di una vasta conoscenza e di grande talento. Consapevole della situazione riguardo alle dipendenti di sesso femminile dell'azienda.
- Lee Ye-eun, interpretata da Lee Joo-young.
Collega di Jin-a e membro più giovane del team operativo. È ingenua e solare, come Jin-a si trova a sopportare il comportamento dei suoi superiori senza mostrare alcuna riluttanza. Cerca di imparare da Jin-a, vedendola come sua mentore e sorella maggiore.
- Kim Dong-woo, interpretato da Jang Won-hyung.
Membro del team operativo, manca sia di attenzione, sia di senso comune. I suoi superiori lo guardano dall'alto in basso a causa della sua difficoltà nel prendere decisioni e scegliere delle posizioni.
- Gong Chul-koo, interpretato da Lee Hwa-ryong.
Vice del team operativo. È fra i principali molestatori che le dipendenti cercano di evitare alle cene.
- Jung Youn-in, interpretato da Seo Jung-yeon.
Direttrice del team di marketing. È una perfezionista, forte e di sani principi: perfino il capo della compagnia la tratta con grande rispetto. È meticolosa e inflessibile e su di lei le dipendenti della compagnia ripongono grande fiducia.
- Choi Joong-mo, interpretato da Lee Chang-hoon.
Vice del reparto dedicato alle vendite, intelligente e abile nel guadagno.
- Nam Ho-kyoon, interpretato da Park Hyuk-kwon.
È il direttore. Non ha un gran senso delle responsabilità ed è incapace di organizzarsi: questo porta i suoi dipendenti a guardarlo con indifferenza.[4]
- Jo Kyung-sik, interpretato da Kim Jong-Tae.

#### Famigliari di Yoo Jin-a
- Yoon Sang-Ki, interpretato da Oh Man-suk.
Padre di Jin-a. È un uomo gentile che manca di autorità all'interno della famiglia. Dopo aver lavorato per tutta la vita all'interno di una compagnia, è andato in pensione e durante il giorno si tiene occupato studiando inglese.
- Kim Mi-yeon, interpretata da Gil Hae-yeon.
Madre di Jin-a, è una donna di carattere forte che diventa ancora più autoritaria all'interno del nucleo famigliare dopo il pensionamento del marito. È insoddisfatta della vita che la figlia conduce, poiché la vorrebbe sposata con un uomo di famiglia benestante.
- Yoo Seung-ho, interpretato da Wi Ha-joon.
Studente universitario e fratello di Jin-a. È l'unico componente della famiglia di cui Mi-yeon sia fiera. È molto individualista e migliore amico di Jun-hee.[5]

#### Altri personaggi
- Lee Kyu-min, interpretato da Oh Ryoong.
Avvocato in uno studio legale ed ex fidanzato di Jin-a. È considerato senza spina dorsale da tutti coloro che lo conoscono. Ritorna da Jin-a non appena viene a sapere che si frequenta con Jun-hee.
- Kim Seung-ceol, interpretato da Yoo Jong-seok.
Collega di Jun-hee, con il quale ha anche frequentato l'università. Cerca di avvicinarsi a Kang Sae-yeong.[6]

## Episodi
| Episodio | Data           | AGB Nielsen         | AGB Nielsen | TNmS                |
| Episodio | Data           | A livello nazionale | Seul        | A livello nazionale |
| -------- | -------------- | ------------------- | ----------- | ------------------- |
| 1        | 30 marzo 2018  | 4,008%              | 4,239%      | 3,8%                |
| 2        | 31 marzo 2018  | 3,752%              | 4,177%      | 4,8%                |
| 3        | 6 aprile 2018  | 4,222%              | 4,621%      | 4,4%                |
| 4        | 7 aprile 2018  | 4,756%              | 5,434%      | 5,9%                |
| 5        | 13 aprile 2018 | 5,134%              | 6,001%      | 5,4%                |
| 6        | 14 aprile 2018 | 6,187%              | 7,069%      | 6,5%                |
| 7        | 20 aprile 2018 | 5,322%              | 6,202%      | 6,4%                |
| 8        | 21 aprile 2018 | 5,499%              | 5,936%      | 5,7%                |
| 9        | 27 aprile 2018 | 6,177%              | 6,769%      | 5,9%                |
| 10       | 28 aprile 2018 | 5,757%              | 6,713%      | 6,6%                |
| 11       | 4 maggio 2018  | 5,637%              | 7,018%      | 5,9%                |
| 12       | 5 maggio 2018  | 5,520%              | 6,320%      | 6,1%                |
| 13       | 11 maggio 2018 | 5,564%              | 6,598%      | 5,4%                |
| 14       | 12 maggio 2018 | 7,281%              | 8,312%      | 6,3%                |
| 15       | 18 maggio 2018 | 5,883%              | 6,486%      | 5,7%                |
| 16       | 19 maggio 2018 | 6,787%              | 7,661%      | 7,1%                |

## Colonna sonora
1. Something in the Rain - Rachael Yamagata
2. La La La (Ver. 1) - Rachael Yamagata
3. La La La (Ver. 2) - Rachael Yamagata
4. Be Somebody's Love - Rachael Yamagata
5. Save the last dance for me - Lee Nam Yun
6. Enduring - Lee Nam Yun
7. Up Against - Lee Nam Yun
8. Another Step - Lee Nam Yun
9. Flea Waltz - Lee Nam Yun
10. Portraits of You - Lee Nam Yun
11. Stand By Your Man - Carla Bruni